# وست‌فالن

سرزمین وست‌فالن واقع در جمهوری فدرال آلمان

وست‌فالن یا وست‌فالیا (به آلمانی: Westfalen)، نام سرزمینی در آلمان است که شهرهای آرنسبرگ، بیلفلد، اُسنابروک، دورتموند، میندن و مونستر در آن قرار دارند.
در اصل وست‌فالن ناحیه میان رودخانه‌های راین و وزر است که شمال و جنوب رودخانه روهر نیز این سرزمین را احاطه کرده است. قابل ذکر است که تعریف دقیقی برای مرزهای این سرزمین وجود ندارد؛ چرا که نام «وست‌فالن» در طول تاریخ به شکل‌های مختلف و برای مناطق مختلفی به کار رفته است. به همین دلیل آمارهای ارائه شده در مورد مشخصه‌های جغرافیایی و جمعیت این سرزمین گوناگون است. مساحت این سرزمین حدود ۱۶٬۰۰۰ تا ۲۲٬۰۰۰ کیلومتر مربع و جمعیت ساکن در آن بین ۴/۳ تا ۸ میلیون نفر است. با توجه به آرا و نظرات عمومی مردم، شهرهای مونستر، بیلفلد و دورتموند از بخش‌های اصلی سرزمین وست‌فالن به شمار می‌روند. از نظر تاریخی واژه «وست‌فالن» در مقابل واژه قدیمی «ایست‌فالن» به کار می‌رفته است. منظور از ایست‌فالن سرزمین‌های جنوب شرقی ایالت نیدرزاکسن، سرزمین‌های شرقی ایالت زاکسن-آنهالت و سرزمین‌های شمالی ایالت تورینگن است.
از جمله دلایل شهرت سرزمین وست‌فالن، عقد پیمان صلح وستفالن در سال ۱۶۴۸ است که دو معاهده آن در شهرهای مونستر و اسنابروک امضاء شد. به موجب این پیمان جنگ‌های مذهبی سی ساله آن دوران پایان یافت.

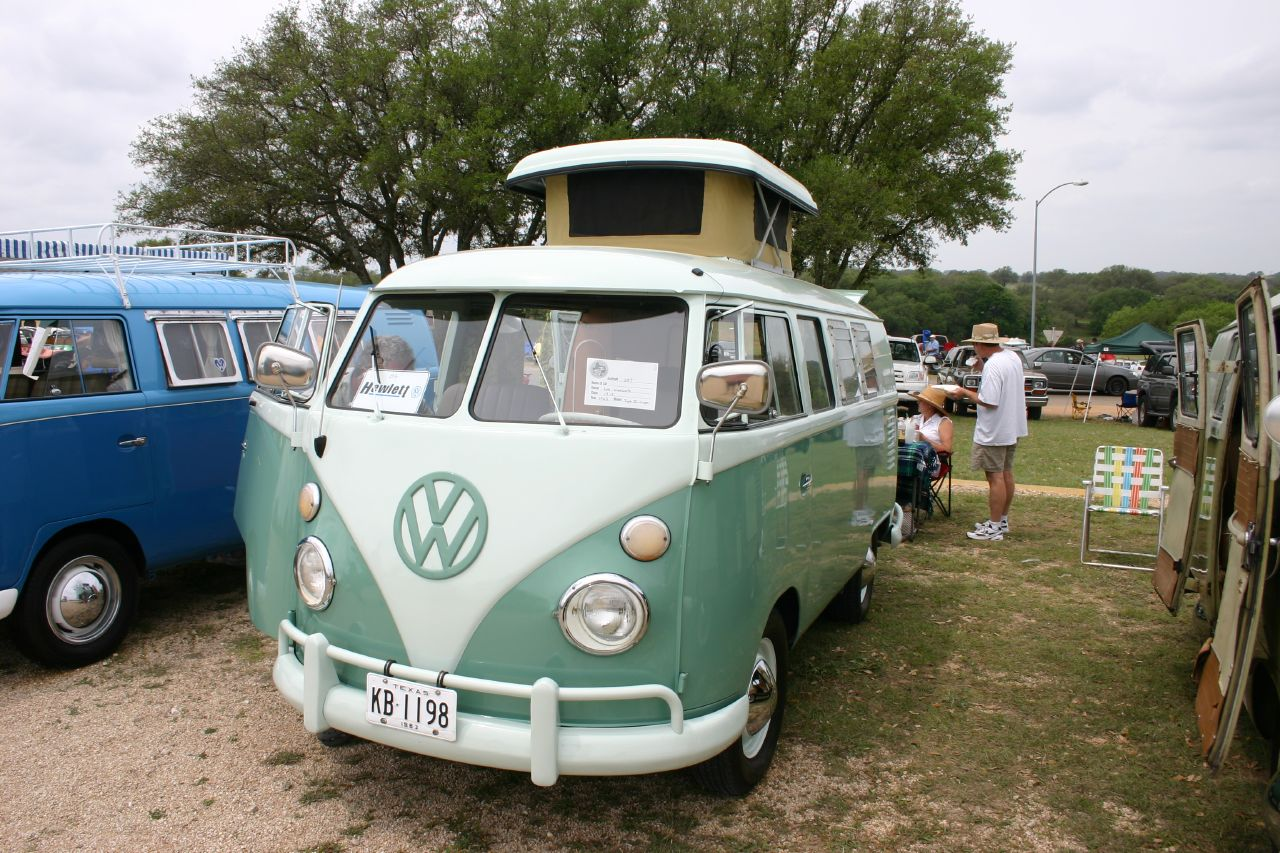
اتومبیل فولکس‌واگن مدل VW Camper

همچنین سرزمین وست‌فالن به عنوان مهد تولید مدل محبوب و خاصی از اتومبیل فولکس‌واگن به نام VW Westfalia camper vans شناخته می‌شود.